# Grapa Paola
Graciela Paola (Buenos Aires, 1 de febrero de 1955), conocida por su nombre artístico Grapa Paola, es una primera actriz y docente argentina, que ha desarrollado la mayor parte de su carrera artística en el Perú, participando en obras de teatro y producciones televisivas y cinematográficas.

## Biografía
Nació el 1 de febrero de 1955 en Buenos Aires, capital de Argentina; bajo el nombre completo de Graciela Paola.
Debido a la crisis económica argentina durante el gobierno de Fernando de la Rúa, se muda junto a su esposo al Perú en el año 2002, donde abriría su restaurante de comida argentina Patagonia, ubicado en el distrito de Miraflores, en Lima. Al poco tiempo, Paola apostaría por la actuación, formándose en los talleres de la Escuela Nacional Superior de Arte Dramático y se une con Sergio Paris para fundar la escuela de improvisación teatral Keto en 2003.
Asumió el protagónico de la obra teatral Estaba en casa y esperaba que llegara la lluvia en 2010, compartiendo el rol junto a Mónica Rossi, Alejandra Saba, Lorena Pastor y Margarita León.
En el año 2013, participó en el reparto central de la obra de teatro El cine Edén, bajo la dirección de Alberto Ísola y fue estrenada en el Teatro Alianza Francesa.
En el año 2016, Paola fue parte del reparto principal de la obra teatral La vida es de color rosa junto al fallecido actor Osvaldo Cattone, con quién trabajó anteriormente en la adaptación de Bodas de sangre.
Se incursiona en la televisión peruana, haciendo su debut televisivo en el reparto recurrente de la teleserie Al fondo hay sitio de América Televisión en 2016, interpretando a Genoveva Maldini, la prima hermana de Francesca Maldini y saliente temporal de Alejandro «don Alejo» Flores. En el año 2018, fue parte del reparto central de la miniserie El último bastión de TV Perú bajo el papel de Emilia.[cita requerida]
Continuó en el teatro peruano en 2018, siendo coprotagonista de la obra teatral Una gata sobre el tejado caliente de zinc junto a Rodrigo Palacios y Wendy Vásquez.
En el cine peruano, Paola fue protagonista del cortometraje El síndrome del corazón roto en 2021, con Juan Ignacio Di Marco.[cita requerida] Seguido, se acredita dentro del reparto principal de la película Las mejores familias en 2020, interpretando al papel de Alicia, la matriarca de una familia. A partir de ese año, se dedica a la rama de la enseñanza, en el cual formaría su propio taller de teatro Arte y memoria, para adultos mayores. Adicionalmente, se suma a los repartos de las siguientes películas El caso Monroy (2022), Busco novia (2022), Un retiro para enamorarse (2023) y La herencia de Flora (2024).[cita requerida]
En el año 2022, asume el protagónico de la ficción teatral Como quemar el bosque contigo adentro, bajo la dirección de Mariana de Althaus, conformando el elenco junto a Macla Yamada, Lucho Cáceres y Alejandra Guerra; con lo que le ha valido recibir el galardón de «Mejor actriz de reparto» por parte de los Premios El Oficio Crítico, del sindicato de actores del Perú. Retomó el papel para la segunda temporada de 2023.
Seguidamente, fue parte del elenco coprotagónico del montaje Los perros del argentino Nelson Valiente al lado de Emilia Drago, Diego Lombardi y Augusto Mazzarelli durante el periodo 2023-2024, interpretando a Laura, una señora de la tercera edad.
En el año 2023, se incorpora al elenco de la adaptación de El hombre que corrompió a una ciudad de Mark Twain, contando con Mateo Chiarella Viale como director general. En ese mismo año, se suma a la obra teatral cómica Toc Toc, bajo el papel de María.[cita requerida]
Vuelve a la televisión peruana en el año 2024, asume el papel estelar de Margarita del Trigo, la madre del futbolista protagonista Ramiro «el Jaguar» Morán, en la telenovela romántica Nina de azúcar.

## Filmografía

### Teatro
- Estaba en casa y esperaba que llegara la lluvia (2010), protagonista.
- El cine Edén (2013), reparto central.
- La vida es de color rosa (2016), reparto principal.
- Bodas de sangre (2016), reparto principal.
- Una gata sobre el tejado caliente de zinc (2018), coprotagonista.
- Cómo quemar el bosque contigo adentro (2022-2023), protagonista.
- Los perros (2022-2023), Laura (coprotagonista).
- El hombre que corrompió a una ciudad (2023), reparto central.
- Toc Toc (2023), María (reparto principal).
- Moby Dick (2024), reparto central.

### Cine
- Magallanes (2014), reparto central.
- Las mejores familias (2020), Alicia (reparto central).
- El síndrome del corazón roto (2021), Terapista (protagonista).
- El caso Monroy (2022), reparto principal.
- Busco novia (2022), Dora (reparto central).
- Un retiro para enamorarse (2023), Graciela (reparto principal).
- La herencia de Flora (2024), reparto principal.

### Televisión
- Nuestra historia (2015), reparto central.
- Al fondo hay sitio (2016), Genoveva «Neva» Maldini (reparto recurrente).
- VBQ: Empezando a vivir (2017-2018), Silvina Olmedo vda. de Pedraglio (reparto principal).
- Colorina (2017), Olga Smirnoff Schimit (reparto recurrente).
- El último bastión (2018-2019), Emilia (reparto recurrente).
- Nina de azúcar (2024-2025), Margarita del Trigo vda. de Morán (reparto principal).

## Premios y nominaciones
| Año  | Premios                   | Categoría                 | Trabajo                               | Resultado | Ref.  |
| ---- | ------------------------- | ------------------------- | ------------------------------------- | --------- | ----- |
| 2022 | Premios El Oficio Crítico | «Mejor actriz de reparto» | Cómo quemar el bosque contigo adentro | Ganadora  | [ 2 ] |